# 無住心剣流
無住心剣流（むじゅうしんけんりゅう）は、江戸時代初期に、針ヶ谷夕雲によって創始された剣術流派。「夕雲流」や「破想流」などとも呼ばれる。

## 歴史
無住心剣流の祖、針ヶ谷夕雲は上野国針ヶ谷（旧埼玉県大里郡本郷村、現深谷市）に生まれ、真新陰流の小笠原長治に弟子入りし剣を学ぶ。
無住心剣流の名は夕雲が40歳頃から参禅し始めた本郷駒込龍光寺、虎白和尚によって「無住心剣」と名付けられる。

## 系譜
- 初代 針ヶ谷夕雲
- 二代目 小田切一雲
- 三代目 真里谷円四郎

## 無住心剣流を学んだ人物
- 高田能種 - 小田切一雲の門人。
- 山森俊勝 - 高田能種の門人。
- 片岡伊兵衛 - 針ヶ谷夕雲の門人、黒田一成の家臣。
- 中村権内 - 片岡伊兵衛の門人。
- 加藤田新作 -中村権内の門人。

## 無住心剣流が関連する作品の一覧
・鳴門秘帖 (テレビドラマ) - 主人公が無住心剣夕雲流の使い手。
・鳴門秘帖 (長編小説) - 主人公が無住心剣夕雲流の使い手。
・サムライチャンプルー - 主人公が無住心剣流の使い手で真里谷円四郎の一番弟子。
・サムライチャンプルー HIPHOPサムライアクション - 主要キャラクターが無住心剣流の使い手で真里谷円四郎の一番弟子。
・シラビソの花 - 主人公が無住心剣流の使い手。